# أليكسيس هورنبوكلي
أليكسيس هورنبوكلي (بالإنجليزية: Alexis Hornbuckle) مواليد 16 أكتوبر 1985 في تشارلستون، هي لاعبة كرة سلة أمريكية. بدأت مسيرتها الاحترافية في سنة 2008. تم اختيارها من قبل فريق ديترويت شوك خلال الدرافت. يبلغ طولها 5 قدم 10 بوصة (1.8 م). حققت المركز الأول في دورة الألعاب الأمريكية 2007. فازت بلقب دوري المحترفات.

## المسيرة الاحترافية
لعبت مع ديترويت شوك في موسم 2008–2009، ثم لعبت مع تلسا شوك في سنة 2010، ثم لعبت مع مينيسوتا لينكس في موسم 2010–2011، ثم لعبت مع فينيكس ميركوري في موسم 2012–2013.

## الميداليات
| الميدالية | المسابقة                    |
| --------- | --------------------------- |
| ذهبية     | دورة الألعاب الأمريكية 2007 |

## روابط خارجية
- أليكسيس هورنبوكلي على موقع الاتحاد الوطني لكرة السلة النسائية (الإنجليزية)
- أليكسيس هورنبوكلي على موقع كرة السلة الأوروبية.كوم (الإنجليزية)
- أليكسيس هورنبوكلي على موقع كلية كرة السلة في سبورتس رفرنس.كوم (الإنجليزية)
- أليكسيس هورنبوكلي على موقع بروبوليرز (الإنجليزية)
- أليكسيس هورنبوكلي على موقع سبورتس رفرنس (الإنجليزية)